# Lofanga
Lofanga est une île des Tonga appartenant à l'archipel Ha'apai et au district de 'Uiha. 
En 2016, sa population était de 137 habitants. Sa superficie est de 1,45 km2

## Géographie
L'île de Lofanga est une île des Tonga appartenant au groupe des îles Ha'apai et qui abrite le village du même nom. Cette île volcanique est légèrement surélevée avec une altitude maximale de 15 m. D'environ 1,9 km de long sur 0,9 km de large et d'une superficie de 1,45 km2,, elle est située à une vingtaine de kilomètres à l'Ouest de l'île de Lifuka et de la ville de Pangai. Elle ne possède pas de lagon et le village n'est accessible par la mer que depuis la côte ouest ou sud-est.

## Particularité
L'île de Lofanga appartient au roi Tupoutoʻa qui possède également un territoire sur l’île de Lifuka et sur lequel les familles de Lofanga peuvent s’installer afin de faciliter leur accès à l’éducation, aux marchés et aux soins.

## Climat
Le climat sur Lofanga est tropical comme sur les autres îles des Tonga.

## Démographie et hâbitat
La population de Lofanga était de 137 habitants en 2016 pour une superficie de 1,45 km2.
Pour des raisons techniques, il est temporairement impossible d'afficher le graphique qui aurait dû être présenté ici.

Répartition de la population de Lofanga par tranche d'âge.
Elle est répartie sur une trentaine d'habitations du village de Lofanga, habitations construites majoritairement
en bois avec un toit métallique.
Le village ne possède ni source d'électricité publique,, ni adduction d'eau, ni système de traitement des déchets et des eaux usées. Les habitants ont ainsi recours à des panneaux solaires individuels pour la fabrication d'électricité, à des systèmes de réservoirs pluviaux pour la ressource en eau, à l'incinération individuelle pour l'élimination des ordures et à des toilettes sèches.

## Économie

### Agriculture et élevage
L'agriculture vivrière tient une place importante sur l'île et la plupart des familles cultivent le manioc, l'igname, plusieurs types de taro (comme le taro géant des marais ou le taro géant), la banane et la banane plantain, ainsi que l'ananas. Dans une moindre mesure, d'autres types de légumes sont également cultivés ainsi que la patate douce et la pastèque. Le kava, la vanille et les cacahuètes sont également cultivés.
La pratique de l'élevage à des fins de subsistance est principalement orientée vers l'élevage porcin et l'aviculture (poulets) mais quelques familles élèvent également des chèvres et quelques têtes de bétail.

### La pêche
La pêche est une activité de subsistance importante,. Les habitants de Lofanga mangent tous les jours du poisson ou des fruits de mer ce qui représentent leur principale source de protéines. La consommation annuelle de poisson frais par habitant est d'environ 65 kg pour le poisson et de 17 kg pour les invertébrés auxquels il faut ajouter 21 kg pour les conserves de poisson,. La pêche des poissons incombe aux hommes et celle des invertébrés aux femmes. 
Les femmes pratiquent la pêche à pied sur le platier récifal tandis que les hommes préfèrent la plongée en apnée, en particulier pour la collecte de bénitiers (Tridacna maxima et Tridacna derasa, kukukuku, vasuva et tokanoa en tongien). Il est à noter que les espèces Tridacna squamosa et Tridacna tevoroa sont également présentes à Lofanga. Les femmes pêchent de l'ordre de 600 kg d'invertébrés par an, essentiellement des poulpes (Octopus sp.), alors que les pêcheurs de bénitiers en pêche de l'ordre de 150 kg par an.
D’autres invertébrés, comme les oursins (Tripneustes gratilla, tukumesi en tongien), les gastéropodes (Turbo crassus, elili en tongien, Cryptoplax sp., hulihuli en tongien) et les holothuries (Holothuria atra, loli en tongien), sont uniquement collectés à des fins de consommation et ne sont pas destinés à la vente. 
À l'exclusion de l'île elle-même, la zone de pêche utilisée par les habitants de Lofanga comprend, au nord et au nord-ouest, les complexes récifaux lagunaires de Hakau Houa'ulu (5,6 km x 1,5 km, motu de Niniva inclus) et Hakau Lahi (4,8 km x 1,9 km, motu de Nukupule et Meama inclus). Au sud-est de Lofanga, les pêcheurs utilisent également les récifs des petites îles de Makauata et de Luangahu ainsi qu'une douzaine d'autres microstructures récifales, chacune ne dépassant pas 200 m de diamètre. Il n'y a que deux types d'habitats marins sur ces 
sites de pêche, les récifs extérieurs et les lagons.
Pour ce qui concerne le poisson, les familles principalement pêchées en pourcentage de masse sont les Lethrinidae (36.6 %), les Serranidae (18.3 %), les Acanthuridae (16.0 %), les Scaridae (11.4 %) et les Lutjanidae (9.5 %). Il est à noter que Siganus niger, endémique des Tonga, est présent à Lofanga.
Bien que les récifs de Lofanga se situent en dehors de l'aire de répartition naturelle du coquillage d'intérêt commercial Trochus niloticus (Rochia nilotica), celui-ci y a été introduit de même que Turbo marmoratus. Ces coquillages sont à présent présents à Lofanga mais seulement en très petit nombre et à de faibles densités. L'huître perlière à lèvres noires Pinctada margaritifera n'est pas commune à Lofanga. 
Bien que les holothuries (concombres de mer) sont relativement répandues autour de Lofanga, un moratoire sur leur pêche a été imposé. En 2009, l’holothurie léopard (Bohadschia argus) et Holothuria atra étaient considérées comme ayant une assez bonne couverture et une densité raisonnable. Le stock de Stichopus chloronotus avait commencé à se reconstitué mais ceux de l'holothurie noire à mamelles (Holothuria nobilis), particulièrement prisée, et de l'holothurie de sable (Holothuria scabra versicolor) n'étaient pas pleinement resconstués. Les stocks d'holothuries blanches à mamelles (Holothuria fuscogilva), qui vivent en eaux plus profondes, présentent une densité modérée et d'autres espèces d’eau profonde, comme l’holothurie géante (Thelenota anax), ont été observées avec une grande densité.

### L'artisanat
Une activité d'artisanat pour la vente est également présente sur l'île.

### Revenus
Les revenus des familles de l'île proviennent de la vente de leurs produits mais également de versements de membres émigrés ailleurs aux Tongas ou à l'étranger,. La pêche représente la principale source de revenus pour 70 % des foyers tandis que l’agriculture et l’artisanat sont la principale source pour environ 10% des foyers et la source secondaire pour 30 à 60% des familles.

## Culture
La population de Lofanga mène toujours un style de vie plutôt traditionnel et les institutions sociales
semblent être actives.

### Religion
Les habitants le Lofanga sont principalement de confession chrétienne réformée et appartiennent pour leur 
majorité à l'Église wesleyenne libre des Tonga.